# Wyżyna Tyrnawska
Wyżyna Tyrnawska (541.4; rum. Podișul Târnavelor) – makroregion fizycznogeograficzny Wyżyny Transylwańskiej w centralnej Rumunii (Siedmiogród). 
Wyżyna Tyrnawska leży w południowej części Wyżyny Transylwańskiej – między Doliną Środkowej Maruszy a obniżeniami Kotliny Sybińskiej i Fogaraskiej. Na wschodzie przechodzi w pasma górskie Łańcucha Kelimeńsko-Hargickiego Karpat Wschodnich. Na południowym zachodzie dolina rzeki Șecas dzieli je od Gór Sybińskich w Karpatach Południowych. 
Wyżyna Tyrnawska jest zbudowana z młodych osadów jeziora, które istniało w jej miejscu w dolnym plejstocenie. Powierzchnia wyżyny opada od 700 m n.p.m. na wschodzie do 500 m n.p.m. na zachodzie. Zgodnie z tym nachyleniem na zachód płyną największe rzeki Mała i Wielka Tyrnawa oraz Hârtibaciu. Względna wysokość grzbietów wododziałowych sięga 200-250 m. Wśród osadowych iłów występują wysady soli kamiennej (skały solne koło Praid) i gipsu, a na wysokościach powyżej 500 m n.p.m. zdarzają się piaski. Na piaskach reliktowe lasy bukowe, doliny zajęte pod intensywne rolnictwo. Doliną Wielkiej Tyrnawy biegnie szlak komunikacyjny z Braszowa do Arad. 